# Aeroporto di Ajaccio Napoleone Bonaparte
L'Aeroporto di Ajaccio Napoleone Bonaparte (in francese: Aéroport de Ajaccio Napoléon Bonaparte, in corso: Aeroportu di Aiacciu Nabulioni Bonaparte) è un aeroporto francese situato in Corsica nel territorio comunale di Ajaccio, circa 5 chilometri a est della città, nel dipartimento della Corsica del Sud.
L'aeroporto è la base principale della compagnia aerea Air Corsica ed è intitolato all'imperatore di Francia Napoleone Bonaparte (1769-1821), nativo della città.

## Andamento del traffico passeggeri
Questo grafico non è disponibile a causa di un problema tecnico.
Si prega di non rimuoverlo.
Vedi la query Wikidata di origine.